# والتر بالمر (كرة سلة)
والتر بالمر (بالإنجليزية: Walter Palmer)‏ مواليد 23 أكتوبر 1968 في إثاكا، هو لاعب كرة سلة أمريكي سابق. بدأ مسيرته الاحترافية في سنة 1990. تم اختياره من قبل فريق يوتا جاز خلال الدرافت. يبلغ طوله 7 قدم 1 بوصة (2.2 م). اعتزل اللعب في 2003.

## المسيرة الاحترافية
لعب مع يوتا جاز في موسم 1990–1991، ثم لعب مع نيكار ريزن لودفيغسبورغ في الدوري الألماني في موسم 1991–1992، ثم لعب مع دالاس مافيريكس في موسم 1992–1993، ثم لعب مع نادي بيناس ويسكا لكرة السلة في الدوري الإسباني في سنة 1993، ثم لعب مع أولمبيا ميلانو في الدوري الإيطالي في سنة 1995، ثم لعب مع بروس باسكتس في الدوري الألماني من سنة 1997 إلى 1999.

## روابط خارجية
- والتر بالمر على موقع إن بي أي (الإنجليزية)
- والتر بالمر على موقع سبورتس رفرنس (الإنجليزية)
- والتر بالمر على موقع الدوري الإسباني لكرة السلة (الإسبانية)
- والتر بالمر على موقع كرة السلة الأوروبية.كوم (الإنجليزية)
- والتر بالمر على موقع كلية كرة السلة في سبورتس رفرنس.كوم (الإنجليزية)
- والتر بالمر على موقع ريلجم (الإنجليزية)
- والتر بالمر على موقع بروبوليرز (الإنجليزية)
- والتر بالمر على موقع سبورتس رفرنس (الإنجليزية)